# 북아일랜드 평화협상
북아일랜드 평화협상 (Northern Ireland peace process)는 1998년 북아일랜드 분쟁을 종식시킨 벨파스트 협정의 체결까지 진행된 일련의 평화 협상 및 정착 과정을 말한다.
1980년대 후반 아일랜드 공화국 정부의 지원과 가톨릭교 신부 알렉 리드의 중재로 처음 논의되기 시작한 평화 협상은, 1994년 북아일랜드 민족주의 성향의 주요 정당인 사회민주노동당 대표 존 흄과 신 페인 대표 게리 애덤스가 연속 회동하면서, 갈등 종식의 논의가 본격화되었다. 같은해 11월에는 영국 정부와 IRA 임시파와 협상이 진행되고 있다는 사실이 보도되었으나 영국 정부 측은 이를 부인했다.
1994년 4월 6일 IRA 임시파는 금일부터 4월 8일 금요일까지 3일간의 "적대 행위의 일시 중단"을 선언하였으며, 5개월 후인 1994년 8월 31일 수요일 자정부터 "군사 작전의 중단"을 선언함으로서 수십년간 이어져 왔던 폭력 투쟁은 일시 정지하게 되었다.
1998년 영국과 아일랜드 양국 정부, 그리고 북아일랜드 정당 대다수가 벨파스트 협정 (성 금요일 협정)에 서명함으로서 평화 협상이 마무리되었으며, 북아일랜드와 아일랜드 공화국에서 협정의 효력을 승인하는 국민투표가 치러져 통과되었다.

## 같이 보기
- 북아일랜드 분쟁
- 아일랜드 민족주의 / 아일랜드 연합주의
- 벨파스트 협정